# 大内仁
大内仁（日语：／ Ōuchi Masushi，1943年9月28日—2011年6月6日），日本男子举重运动员。他曾代表日本参加1964年和1968年夏季奥林匹克运动会举重比赛，获得一枚银牌和一枚铜牌。他也曾参加1966年、1970年和1974年亚洲运动会。